# Laura Glauser
Laura Glauser, född 20 augusti 1993 i Besançon i Frankrike, är en fransk handbollsmålvakt.

## Klubblagskarriär
Laura Glauser började spela handboll 2005 i franska klubben HBC Val de Saône. Från 2007 bytte hon klubb till ES Besancon. Tre år senare skrev hon kontrakt med franska toppklubben Metz Handboll. Med Metz vann Glauser 2011, 2013, 2014, 2016, 2017 och 2018  sex  franska mästerskapstitlar och fyra titlar franska cupen 2013, 2015, 2017 2019. 2016 blev hon utvald till bästa målvakten i franska ligan. Internationellt vann hon en silvermedalj i EHF-cupen 2013. På grund av graviditet gjorde hon ett speluppehåll 2017 och missade världsmästerskapet 2017. Till säsongen 2020/21 bytte hon klubb till ungerska föreningen Győri ETO KC. Hon spelar sedan 2022/23 för rumänska CSM București.

## Landslagskarriär
Glauser spelade i franska U-20 landslaget 2012 och vann en silvermedalj efter finalförlust mot Sverige. I VM-turneringen för U-20 2012 blev hon uttagen som bästa målvakt i all-star-team.
Laura Glauser landslagsdebuterade 2012 i franska A-landslaget. Hon var med i OS 2016 i Rio de Janeiro och vann en silvermedalj efter förlust mot Ryssland i finalen. Samma år var hon med och vann brons i EM 2016 i Sverige. 2018 var hon med och tog EM-titeln på hemmaplan. Glauser var med som tredjemålvakt i EM 2020 i det franska lag som vann silvermedaljen. I turneringen spelade hon bara  i matchen mot Ryssland i mellanrundan.
Vid VM 2023 blev hon uttagen i All Star Team.